# 크리스틴 레먼
크리스틴 리먼(Kristin Lehman, 영어 발음: /ˈliːmən/, 1972년 5월 3일 ~ )은 캐나다의 배우이다.

## 출연 작품

### 영화
- 센티넬 (2006) - 신디 브래킨리지 역
- 여자1 여자2 여자3 (2017, Reel Women Seen) - 단편

### 텔레비전
- 저징 에이미 (2002-03)
- 킬링 (2011-12)
- 모티브 (2013-16)
- 얼터드 카본 (2018)